# Bratislava-Brno-Operation

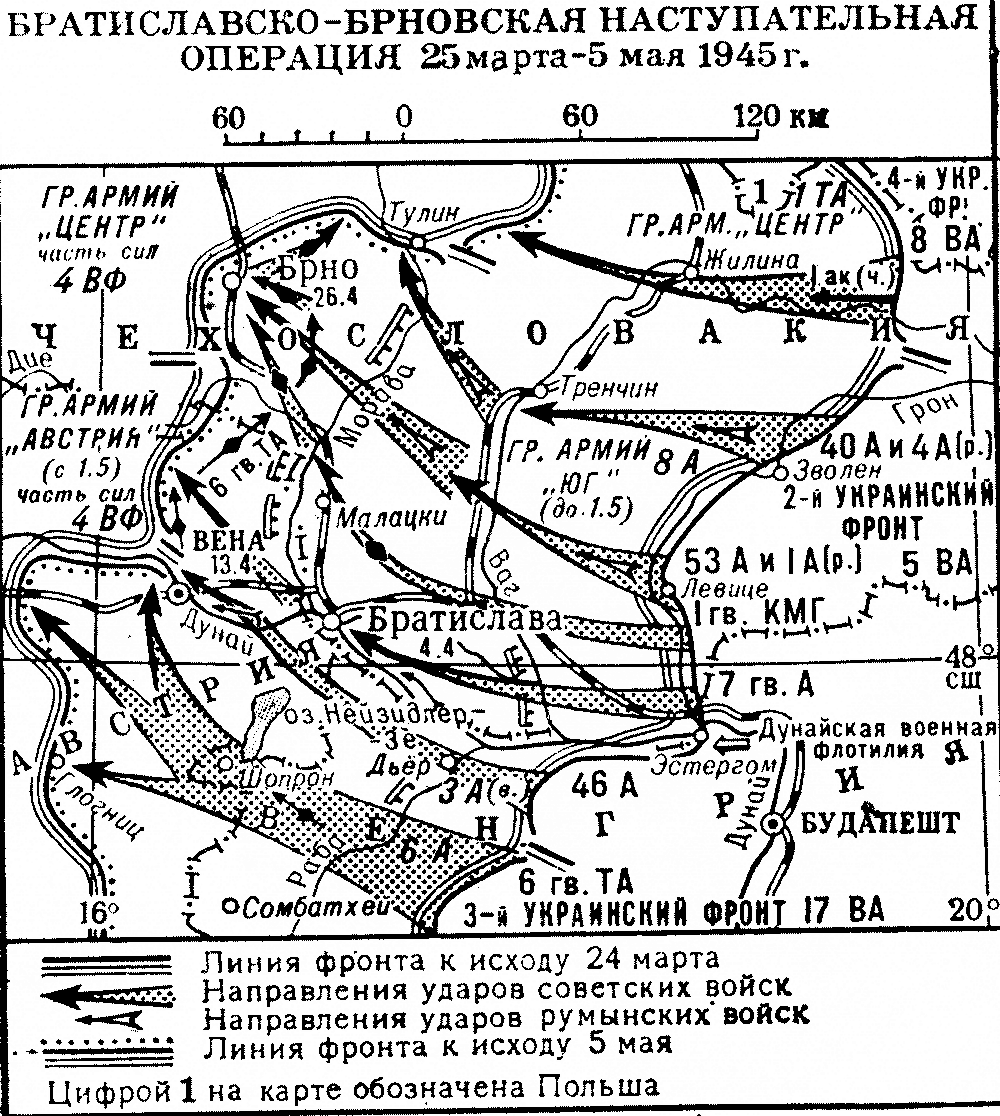
Russische Übersichtskarte der Operation

Die Bratislava-Brünner Operation (russisch Братиславско-Брновская операция, tschechisch Bratislavsko-brněnská operace, slowakisch Bratislavsko-brnianska operácia) war eine Offensive der Roten Armee im Zweiten Weltkrieg, die vom 25. März bis zum 5. Mai 1945 durchgeführt wurde.

## Vorgeschichte
Im Zuge der Wiener Operation starteten die Truppen des rechten Flügels und der Mitte der sowjetischen 2. Ukrainischen Front unter Rodion Malinowski am 25. März gleichzeitig die Bratislava-Brünner Offensive. Nachdem die deutsche 6. Panzerarmee nach der gescheiterten Plattenseeoffensive südlich der Donau nur mehr hinhaltend kämpfte, gab Marschall Malinowski den Befehl den Gegner auch nördlich der Donau anzugreifen. Die deutschen Truppen im Raum Bratislava (Preßburg), Brünn und Znaim sollten geschlagen, sowie die vollständige Befreiung der Slowakei und Mährens erreicht werden.
Die an der Operation beteiligten Truppen der 2. Ukrainischen Front zählten in dieser Operation 352.300 Mann, 6.160 Geschütze und Granatwerfer, sowie 246 Panzer und Selbstfahrlafetten und 637 Flugzeuge. Im Angriff standen rechts die 40. und links die 53. Armee, sowie dazwischen in der Hauptstoßrichtung die 7. Gardearmee (Generaloberst Schumilow) und die 1. Garde-mechanische Kavalleriegruppe Plijew (Generaloberst Issa Plijew). Als Reserve wurde auch die rumänische 1. und 4. Armee (mit 14 Divisionen) herangezogen. Im Süden der Donau drang gleichzeitig die sowjetische 46. Armee vom Osten her zum Raab-Abschnitt auf Győr vor.
Die im Angriffsfeld liegende deutsche 8. Armee unter General Hans Kreysing, welche den nördlichen Flügel der Heeresgruppe Süd (Generaloberst Rendulic) bildete, verfügte ohne die noch wenigen zuverlässigen ungarischen Verbände mit 11 Divisionen über etwa 150.000 Mann, 1800 Geschütze und Granatwerfer, 120 Panzer und Sturmgeschütze sowie 150 Flugzeuge. Die Sowjets verfügten über 1,7 Mal mehr Soldaten, 3,4 Mal mehr Geschütze und Mörser, 2 Mal mehr Panzer und Selbstfahrlafetten und 4,3 Mal mehr Flugzeuge.
Bereits in der Nacht des 24. März wurde der Hron-Abschnitt von sowjetischen Truppen an mehreren Stellen überquert. Das am rechten Flügel der deutschen 8. Armee verteidigende XXXXIII. Armeekorps (General Versock) hielt mit der 96. Infanterie-Division noch immer einen südlichen Donau-Brückenkopf bei Komorn, der durch den Vormarsch des sowjetischen 2. Garde-mechanisierten Korps (General Swiridow) am südlichen Donau-Ufer bereits überflügelt wurde.

## Verlauf

### Vorstoß auf Bratislava
Am 25. März 1945 begann die 2. Ukrainische Front mit Unterstützung der 5. Luftarmee (General S. K. Gorjunow) ihre Offensive auf Bratislava, der Schwerpunkt des 8-stündigen Artilleriefeuers lag im Raum Levice. Die Truppen der sowjetischen 53. Armee (Generalleutnant Managarow) und der 7. Gardearmee erweiterten die Brückenköpfe bis zum Abend auf 17 Kilometer Breite, am nächsten Tag wurde das 1. Garde-Kavalleriekorps (4. und 6. Garde-Kavalleriekorps) eingeführt. Die im Raum Banská Bystrica als Reserve stehende ungarische 24. Division, die noch als zuverlässig angesehen wurde, begann sich umgehend aufzulösen. Am 28. März wurde Vráble durch das 49. Schützenkorps (Generalleutnant Juri Terentjew) besetzt, der sowjetische Geländegewinn hatte sich auf 135 km Breite und 40 km Tiefe ausgedehnt. Sowjetische Truppen drängten die schwachen Divisionen des deutschen XXIX. (General Röpke) und LXXII. Armeekorps (General Schmidt-Hammer) zurück und überquerten den Fluss Neutra.
Die mechanisierte Kavalleriegruppe Plijew besetzte die Kleinstädte Nové Zámky (Nesovice), Šurany und Nitra. Die 7. Gardearmee entriss dem deutschen Panzerkorps Feldherrnhalle (General der Panzertruppen Kleemann) die Kleinstadt Neuhäusel und überquerte am 29. März auch den Waag-Abschnitt. Die Truppen der 7. Gardearmee, die direkt am nördlichen Donau-Ufer vorrückten, erhielten wirksame Unterstützung durch die Donauflottille (Konteradmiral Cholostjakow), die im Rücken der deutschen Truppen operierte und mit ihrer Schiffsartillerie deutsche Stellungen unter Feuer nahm. Am 31. März drängte die mit dem 7. Panzerkorps (General Kamkow) verstärkte mechanische Kavalleriegruppe Plijew bei Břeclav (Lundenberg) zur Thaya an die Landesgrenze Mährens vor. Die 72. Gardedivision des 24. Garde-Schützenkorps (Generalmajor Kruze) besetzte am gleichen Tag Galanta. Das eroberte Durchbruchs-Gelände erweiterte sich auf 135 km Breite und 40 km Tiefe.
Am 4. April konnten die zur doppelten Umfassung angesetzte Truppen der 7. Gardearmee und der Kavallerie-Gruppe Plijew mit Unterstützung der Donauflottille nach schweren Kämpfen die Hauptstadt der Slowakei – Bratislava besetzen.
Die am linken Flügel der 2. Ukrainischen Front eingesetzte 46. Armee (Generalleutnant Petruschewski) verfolgte gleichzeitig das II. SS-Panzerkorps südlich der Donau. Nördlich der Neusiedler Sees durchbrach das 18. Garde-Schützenkorps (General Afonin) und das 23. Panzerkorps die Stellungen der 6. Panzer-Division und besetzte am 4. April Bruck an der Leitha. Am 6. April setzte die Masse der sowjetischen 46. Armee westlich von Hainburg auf das nördliche Donau-Ufer über und drang bis 11. April auf Deutsch-Wagram durch.
Das 25. Garde-Schützenkorps (General Ostschenko) der 7. Gardearmee überquerte am 5. April die March und etablierte auf dem Westufer einen ersten Brückenkopf bei Marchegg. Ab 8. April überschritt nördlich davon die 7. Gardearmee den March-Abschnitt zwischen Dürnkrut und Groißenbrunn und rückte durch das Marchfeld nach Norden vor. Die deutsche 96. Infanterie-Division und die 101. Jäger-Division (Generalleutnant Aßmann) mussten Gänserndorf und Angern am 10. April räumen. Die bei Zistersdorf eingesetzte deutsche 25. Panzer-Division (General Audörsch) konnte den Verlust der dortigen Erdölfelder nicht verhindern.
Am 7. April hatten auch die Gardisten der Mechanisierten Kavalleriegruppe Plijew einen kleinen March-Brückenkopf nahe bei Brodsk gebildet. Nördlich davon folgte am 12. April der Flussübergang des 57. Schützenkorps (Generalleutnant Safiulin) der sowjetischen 53. Armee, dessen 49. Schützenkorps (Generalmajor Terentjew) besetzte am folgenden Tag Hodonín.

### Vorstoß auf Brünn

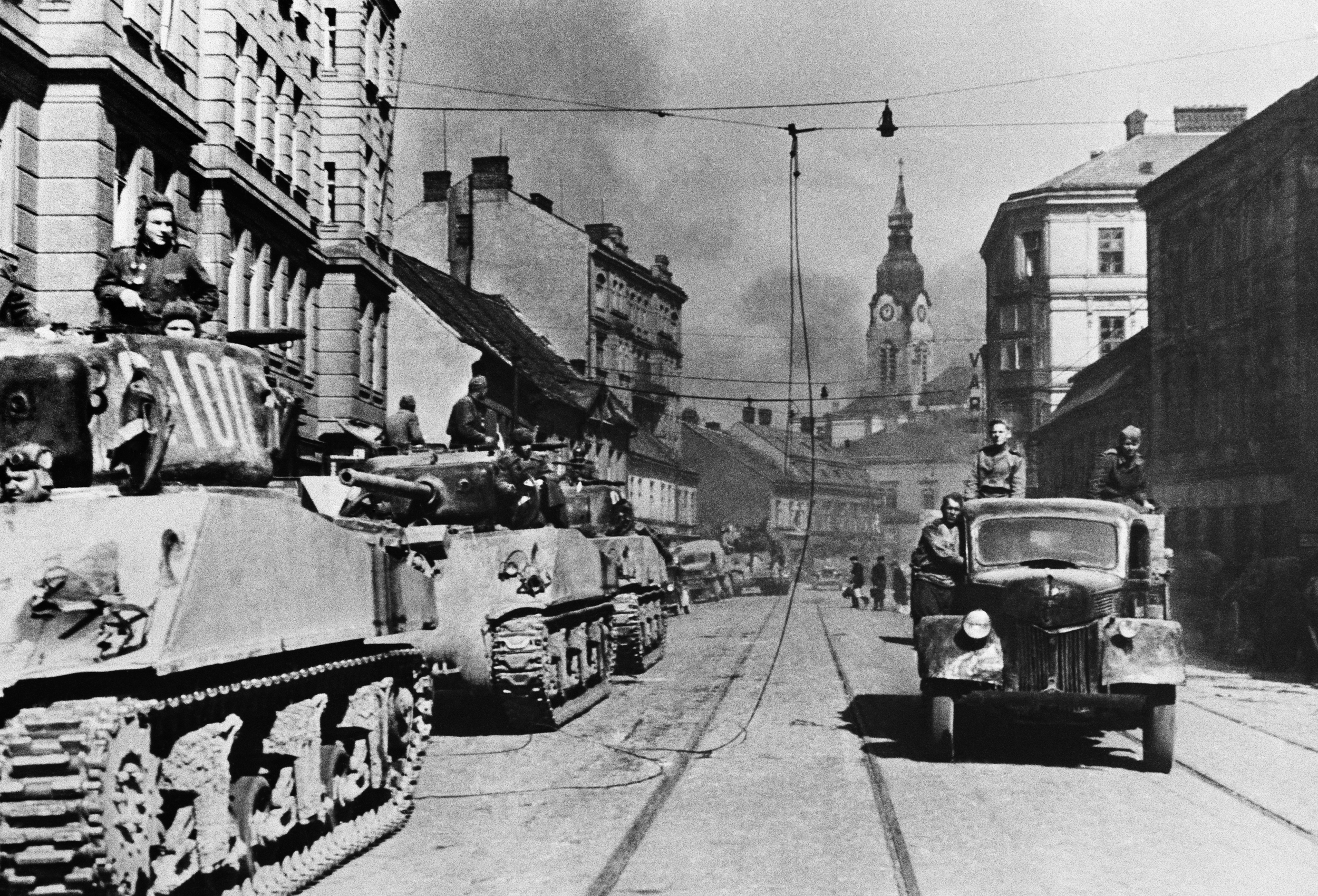
Sowjetische Truppen mit aus den USA gelieferten Panzern M4 Sherman in der Innenstadt von Brünn im April 1945

Mitte April erfolgte im Raum Mistelbach die Vereinigung der 7. Gardearmee mit der aus Wien abgezogenen 6. Garde-Panzerarmee, welche wieder der Front Malinowskis unterstellt, vom Süden her, zum Stoß auf Brünn ansetzte. Am 18. April begannen bei Groß Urhau einwöchige Kämpfe zwischen der Kavalleriegruppe Plijew und dem IV. Panzerkorps. In einem Panzergefecht bei Groß Urhau wurden am 24. April vor Brünn zur Verstärkung eingelangte Panzerverbände der deutschen Heeresgruppe Mitte zurückgeschlagen. Nach den Kämpfen lagen die Dörfer weitgehend in Trümmern. 189 Häuser waren zerstört und 23 Einwohner starben bei den Kämpfen. Bei der Schlacht fielen 960 russische und 275 deutsche Soldaten. Auf beiden Seiten wurden 34 Panzer zerstört.
Nach Verstärkung durch die 44. Infanterie-Division konnte vorerst die Linie Poysdorf–Ungerndorf–Staatz gehalten werden. Das deutsche XXXXIII. Armeekorps (jetzt unter Generalleutnant Kullmer) setzte sich am 22. April gegenüber dem verfolgenden 23. und 25. Garde-Schützenkorps über Laa an der Thaya zum Südufer der Thaya (Dyje) ab.
Am 26. April wurde Brünn durch Angriffen aus verschiedenen Richtungen durch sowjetische Truppen eingenommen.

### Schlussphase
Am 27. April wurde die Offensive in Richtung auf Olmütz weitergeführt, geplant war die Vereinigung mit den Truppen der 4. Ukrainischen Front, die gleichzeitig die Mährisch-Ostrauer Operation durchführte, dadurch sollte die deutsche 1. Panzerarmee eingekesselt werden.
Am 8. Mai konnte das 3. Schützenkorps (Generalmajor Andrei Jakowljewitsch Vedenin) der 60. Armee im Zusammenwirken mit dem 11. Schützenkorps (Generalleutnant Michail Iwanowitsch Saporoschenko) der 38. Armee die Stadt Olmütz besetzen.

## Folgen
Die Rote Armee stieß bis zu 200 km vor, zerschlug 9 deutsche Divisionen, eroberte tschechoslowakische Industriegebiete und verlor dabei 79.600 Mann (16.940 Tote und 62.660 Verwundete).
Die Truppen der 2. Ukrainischen Front bekamen Anfang Mai Befehl, vom Süden her umgehend den Angriff der 1. Ukrainischen Front in der Prager Operation zu unterstützen.